# 마리오 아브도 베니테스

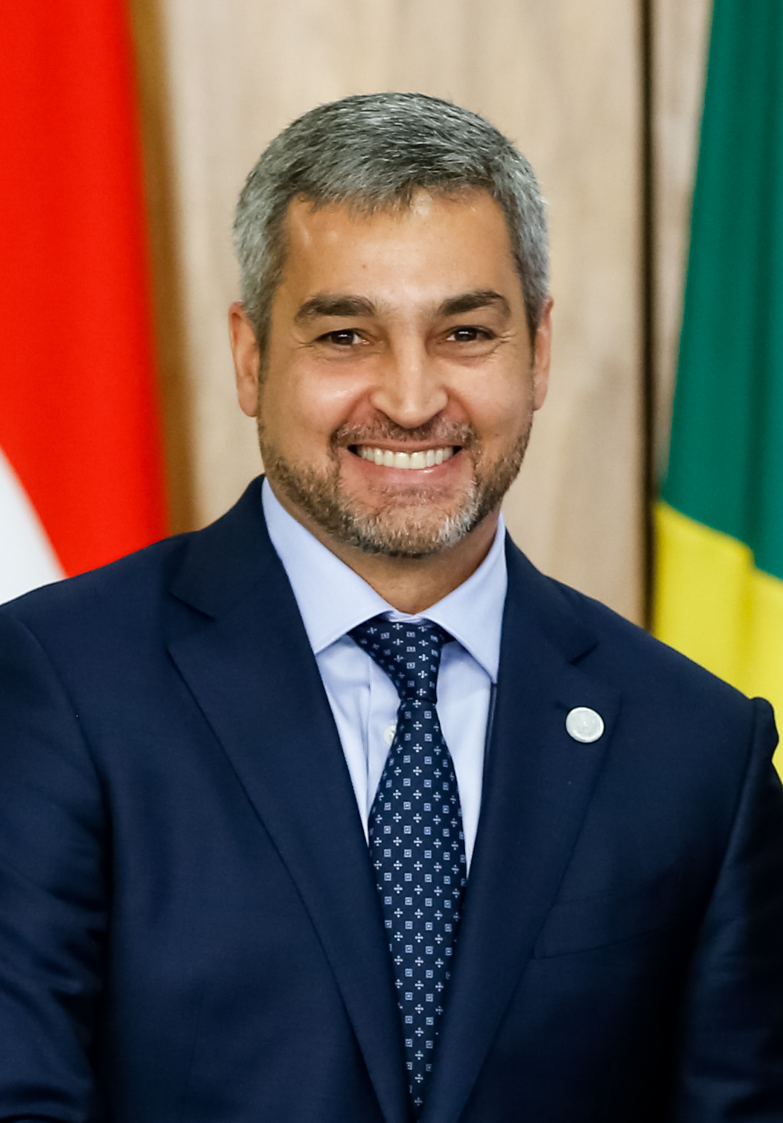
마리오 아브도 베니테스

마리오 아브도 베니테스(스페인어: Mario Abdo Benítez, 문화어: 마리오 아브도 베니떼스, 1971년 11월 10일 ~ )는 파라과이의 정치인으로, 현재 파라과이의 대통령이다. 그는 이전에 상원의장직을 지낸 바 있다.
1971년 11월 10일 아순시온에서 루스 베니테스 페리에르와 마리오 아브도 베니테스 1세의 아들로 태어났다. 그의 부친은 레바논계이다.

## 역대 선거 결과
| 선거명      | 직책명            | 대수 | 정당   | 득표율 | 득표수      | 결과 | 당락 |
| ----------- | ----------------- | ---- | ------ | ------ | ----------- | ---- | ---- |
| 2018년 선거 | 파라과이의 대통령 | 55대 | 적색당 | 48.96% | 1,206,067표 | 1위  |      |